# Vláda Maďarska
Vláda Maďarska (maďarsky: Magyarország Kormánya) je vrcholný orgán výkonné moci v Maďarsku. Její postavení vymezuje Základní zákon Maďarska.

## Současná vláda
Současnou vládu, sestavenou po parlamentních volbách v roce 2022, vede premiér Viktor Orbán a tvoří ji zástupci vítězné pravicové koalice stran Fidesz a KDNP. Vládu jmenovala 24. května 2022 prezidentka Katalin Nováková.